# Tidslinje över Färöarnas historia
Färöarnas historia sträcker sig tillbaka till omkring år 625, med den första mänskliga bosättningen på öarna. Här följer en kort översikt.

## Före 1500

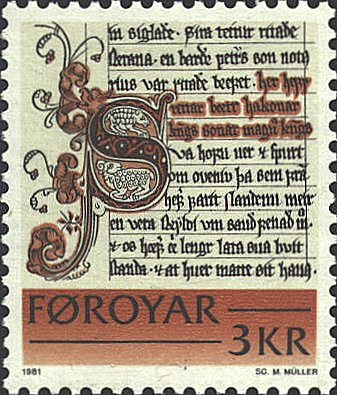
Fårbrevet från 1298

- 625  – Iriska munkar bosätter sig på Färöarna.
- 825  – Norska vikingar, samt skottar och irer bosätter sig på öarna.
- 900  – Det färöiska alltinget (senare känt som Lagtinget) bildas för att upprätthålla lag och ordning.
- 999  – Kristendomen införs på Färöarna av Sigmundur Brestisson.
- 1035 – Leivur Øssursson gör Färöarna till ett norskt län.
- 1111 – Kirkjubøur stift upprättas, och underläggs Nidaros ärkestift.
- 1151 – Kung Sverre föds i Kirkjubøur.
- 1274 – Den yngre Gulatingslagen träder i kraft. Lagmannen, som hittills hade varit folkvald, blev från nu vald av kungliga ämbetsmän. Alltinget ombildades till ett Lagting, som endast hade rätt till att döma och inte utforma lagar.
- 1298 – Fårbrevet skrivs, förmodligen av biskop Erlendur av Färöarna.
- 1380 – Norge, och därmed också Färöarna, underläggs danskt herradöme.
- 1469 – Christian I pantsätter Orkneyöarna och Shetland som hemgift för sin dotter, men håller Färöarna utanför.

## 1500-talet

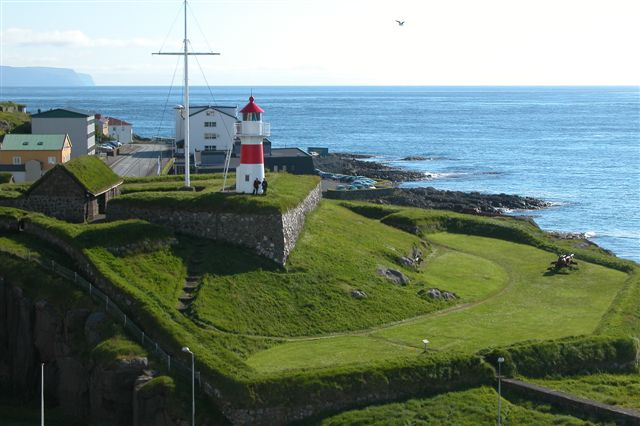
Skansin, byggd av Magnus Heinason runt 1580

- 1524 – Christian II är i pengaknipa och försöker låna pengar av Henrik VIII av England, som i gengäld erbjuder Färöarna och Island i pant. Henrik VIII avslår erbjudandet.
- 1536 – Borgarkriget i Danmark avslutat, men har kostat Christian III mycket och därmed hamnat i en pengaknipa. Han försöker att låna 100 000 pund hos Henrik VIII, och blir erbjuden Färöarna och Island i pant. Henrik VII avslår för andra gången erbjudandet.
- 1538 – Reformationen kommer till Färöarna, som blir ett prosteri under Bergens biskop.
- 1547 – Latinskolan grundas.
- 1579 – Den färöiska sjöhjälten Magnus Heinason får handelsmonopol på all handel till och från Färöarna.
- 1573 – Magnus Heinason mister handelsmonopolet efter anklagelser om svindel och dåliga varor.
- 1580 – Magnus Heinason byggde Skansin i Torshamn som värn mot sjörövare.
- 1589 – Magnus Heinason döms till döden vid en avrättning för sjöröveri i Köpenhamn till fördel för Nederländerna.

## 1600-talet
- 1619 – Köpenhamn övertar handelsmonopolet från Bergen
- 1620 – Färöarna underläggs Själlands biskop
- 1629 – Piraträden på Suðuroy 1629
- 1687 – Den nya norska lagen införs på Färöarna

## 1800-talet

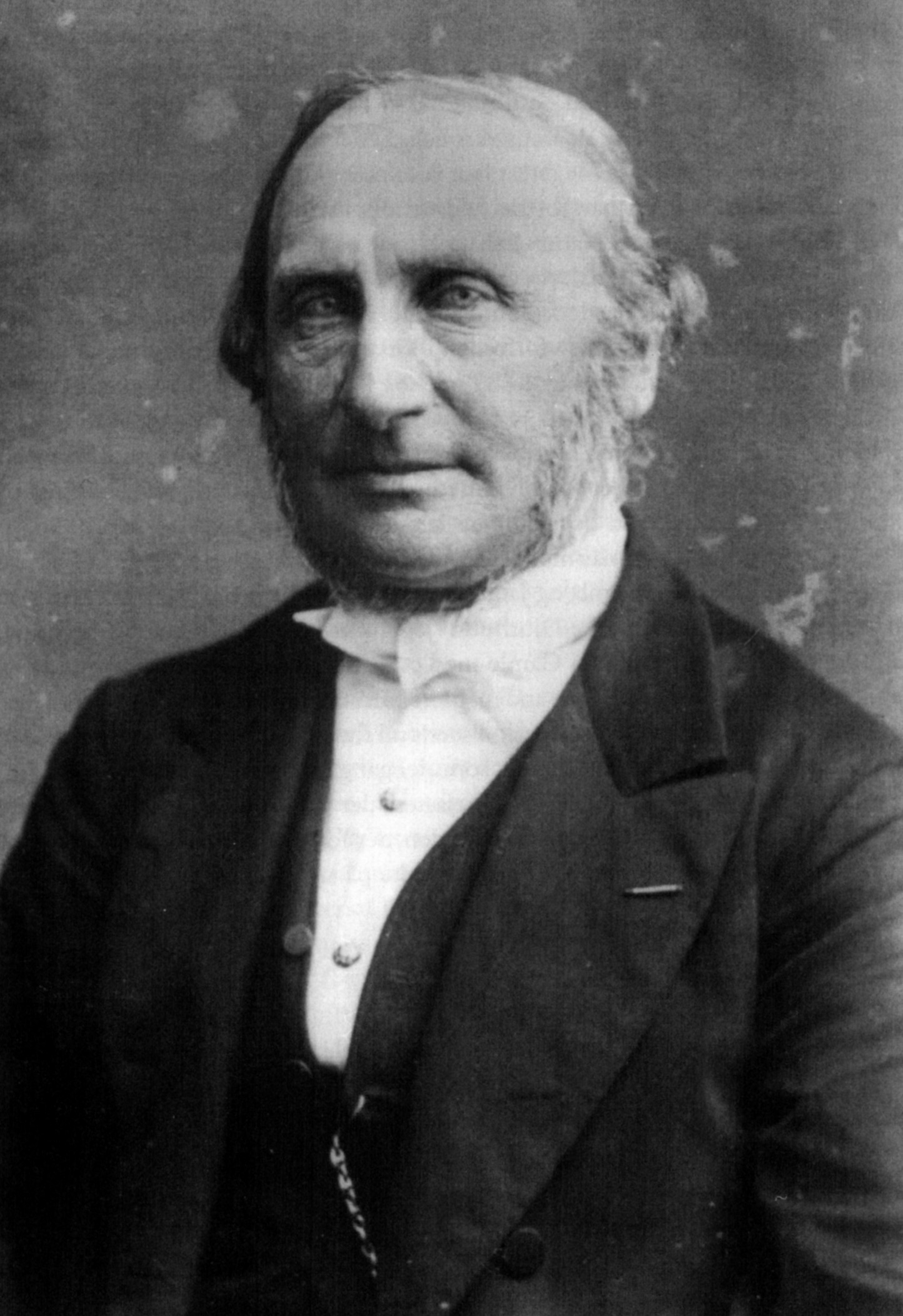
V.U. Hammershaimb

- 1814 – Färöarna förblir en del av Danmark, när Norge går ut ur unionen med Danmark och över till en union med Sverige.
- 1816 – Det färöiska lagtinget läggs ned, och Färöarna blir ett danskt amt.
- 1846 – V.U. Hammershaimb lade grunden för det färöiska skriftspråket med sin ortografi, som var en kompromiss mellan det fornnordiska skriftspråket och de moderne, färöiska dialekterna.
- 1848 – Färöarna underläggs 24 november inrikesministeriets isländska departement.
- 1850 – Den danske grundlagen från 1849 blir gällande på Färöarna.
- 1852 – Lagtinget återupprättas.
- 1856 – Upphävande av monopolhandeln.
- 1866 – Torshamn blir köpstad och officiell huvudstad.
- 1888 – Julmötet 1888 blir starten på en nationell väckelse.

- 1899 – Føroya Fólkaháskúli blir den första skolan med färöiska som undervisningsspråk.

## 1900–1950

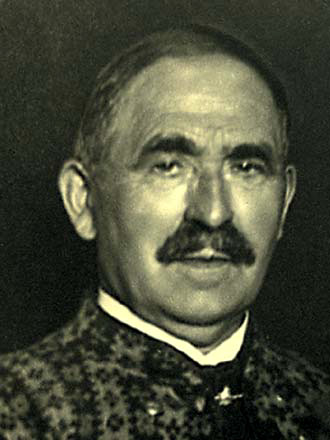
Jóannes Patursson

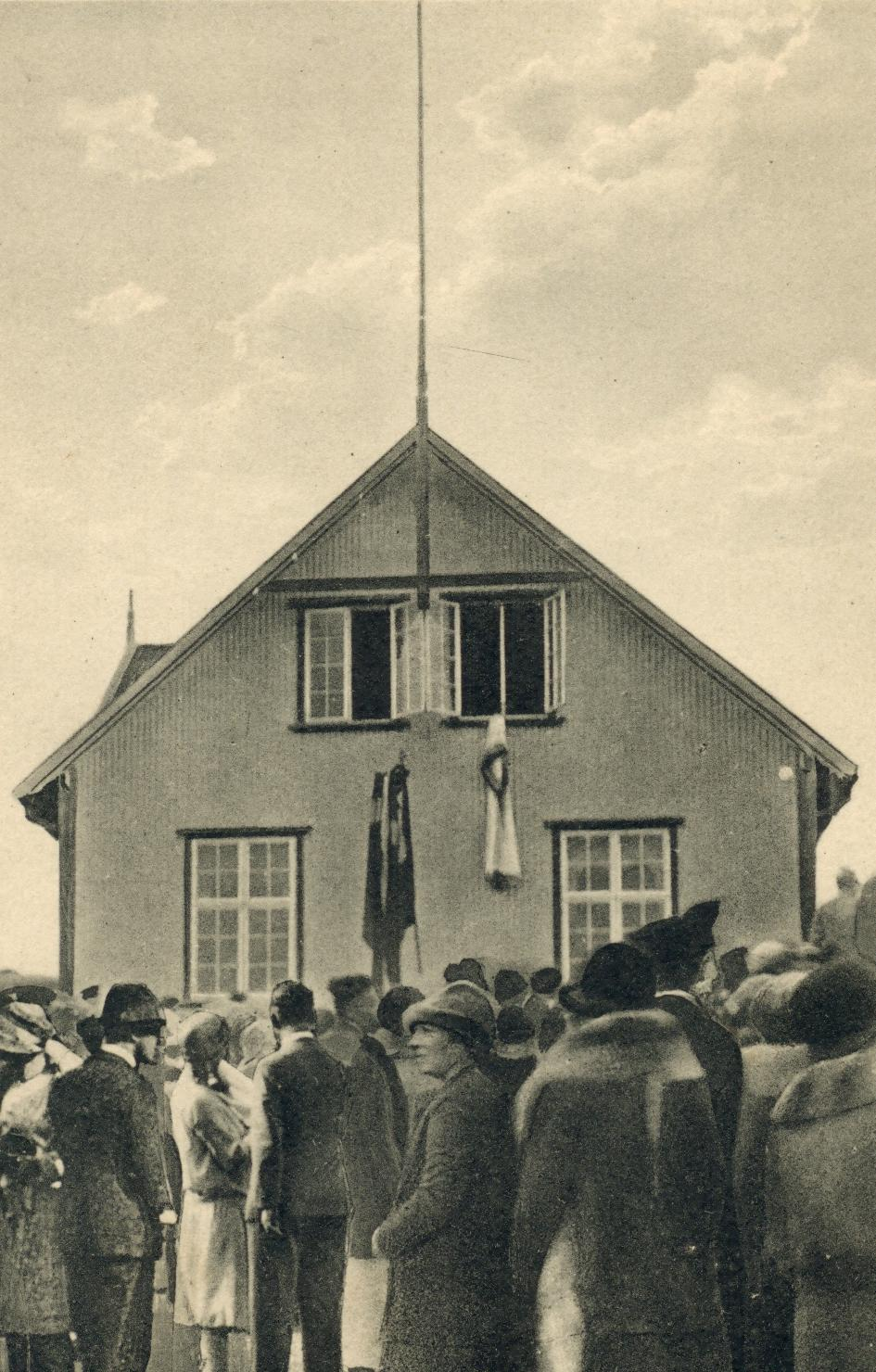
Flaggskandalen

- 1903 – Niels Ryberg Finsen får Nobelpriset i fysiologi eller medicin för sin behandling av hudtuberkulos med ljus.
- 1906 – Färöarnas två första politiska partier stiftas, Sambandsflokkurin och Sjálvstýrisflokkurin. Jóannes Patursson väljs in på Lagtinget, och blir partiordförande i Sjálvstýrisflokkurin tre år senare.
- 1907 – Förbud mot all omsättning, produktion och servering av alkohol införs.
- 1918 – Skeppsbrottet vid Lítla Dímun i november slutar med att hela besättningen på sex överlever.
- 1926 – Det socialdemokratiska partiet Javnaðarflokkurin stiftas.
- 1928 – Alkohollagstiftningen från 1907 modereras, och öl, vin och sprit måste beställas från Danmark med ransoneringskort.
- 1930 – Flaggskandalen under Ólavsøka.
- 1938 – Färöiska ersätter danska som undervisningsspråk i skolorna.
- 1939 – Vinnuflokkurin och utbrytare från Sjálvstýrisflokkurin med Jóannes Patursson stiftar Fólkaflokkurin.
- 1940 – Storbritannien ockuperar Färöarna från 12 april, medan Danmark är ockuperat av Tyskland. Färöarnas flagg (Merkið) appliceras.
- 1943 – Fólkaflokkurin får nästan ren majoritet på Lagtinget, och får besluta att färöingarna ska få färöiska pass, att endast färöiska kan användas som rätts- och lagspråk, och att endast den färöiska flaggan ska vaja vid Tinghuset.
- 1946 – Majoriteten för utbrytning (5 656 för, 5 490 emot) från Danmark i en folkomröstning. Den danska kungen upplöser Lagtinget.
- 1948 – En hemstyreslag beslutas för Färöarna, där Färöarna blev ett Selvstyrende Folkesamfund i Det Danke Rige.
- 1948 – Tjóðveldisflokkurin stiftas i protest mot att resultatet från folkomröstningen 1946 inte ledde till full lösrivning från Danmark. Erlendur Patursson, son till Jóannes Patursson, blir första partiordförande.
- 1948 – Andrass Samuelsen från Sambandsflokkurin blir öarnas första statsminister.

## 1950–1970
- 1950 – Kristian Djurhuus tar över som statsminister i Samuelsens regering.
- 1951 – Danmarks Nationalbank trycker färöiska pengasedlar med samme värde som de danska.
- 1954 – Det kristdemokratiska partiet Framburðsflokkurin (från 1984 känt som Kristiligi Fólkaflokkurin) stiftas.
- 1955 – Klaksvíkstriden. Mordförsök mot både Kristian Djurhuus och Hákun Djurhuus.
- 1957 – 6 februari startas Útvarp Føroya med sina första regelmässiga sändningar.
- 1959 – Peter Mohr Dam blir statsminister i en regering som utgår från Javnaðarflokkurin, Sambandsflokkurin och Sjálvstýrisflokkurin.
- 1963 – Hákun Djurhuus blir statsminister i en självstyreregering med Fólkaflokkurin, Tjóðveldisflokkurin, Sjálvstýrisflokkurin och Framburðsflokkurin.
- 1967 – Hákun Djurhuus rejering avgår, och efterföljs av två kortlivade regeringar med Peter Mohr Dam och Kristian Djurhuus som statsministrar.

## 1970–1990

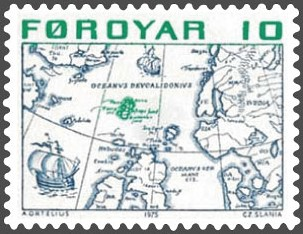
Ett av de första färöiska frimärkena från 1975

- 1970 – Atli Dam, son till Peter Mohr Dam, blir statsminister. Han blir så småningom Färöarnas längst sittande statsminister med 16 år i ämbetet.
- 1973 – Danmark och Grönland blir medlemmar av EG samtidigt som Färöarna står utanför.
- 1975 – Utgivelse av de första färöiska frimärkerna.
- 1980 – Efter lagtingsvalet bildar Pauli Ellefsen från Sambandsflokkurin regering tillsammans med Fólkaflokkurin och Sjálvstýrisflokkurin – den första rena, borgerliga regeringen sedan 1959. Ekonomiskt gick öarna in i en period med högkonjunktur och yuppies.
- 1985 – Pauli Ellefsens regering avgår efter lagtingsvalet, och Atli Dam blir statsminister.
- 1988 – Lagtingsvalget leder till en 10 veckor lång regeringskris. I januari 1989 bildar Jógvan Sundstein från Fólkaflokkurin en bred regeringskoalition.
- 1989 – Ekonomsik kris. Bruttonationalprodukt faller med en tredjedel.
- 1989 – Frihandelsavtal med EG.

## 1990–2000

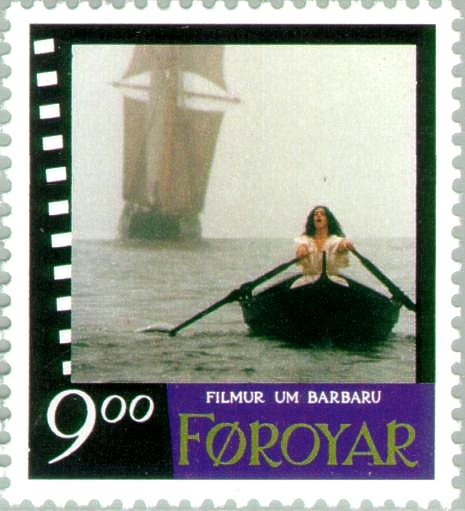
Från filmen Barbara

- 1990 – Kungsboken kommer tillbaka från Sverige. Den innehåller bland annat Fårbrevet från 1298.
- 1990 – Färöarnas herrlandslag i fotboll deltar för första gången i en internationell kvalificeringskamp och slår överraskande Österrike 1–0.
- 1991 – Atli Dam blir för tredje gången statsminister.
- 1992 – Den restriktive alkohollagen från 1928 modereras. Möjlighet att köpa öl, vin och sprit utan ransoneringskort.
- 1992 – Utbrytare från Kristiligi Fólkaflokkurin (tidigare Framburðsflokkurin) stiftar Miðflokkurin.
- 1993 – Bankkrisen leder till ekonomiska nedgångstider med massinvandring och massarbetslöshet. Marita Petersen blir Färöarnas första kvinnliga statsminister i en storkoalition mellan Javnaðarflokkurin och Fólkaflokkurin.
- 1994 – Väljarna vänder regeringspartierna ryggen, och särskilt Javnaðarflokkurin upplever ett massivt tapp av väljare. Edmund Joensen från Sambandsflokkurin bildar en unionsregering.
- 1997 – Filmen Barbara blir en stor succé. Huvudpersonen bygger på Beinta Broberg, och spelas av Anneke von der Lippe.
- 1998 – Självstyrepartierna vinner lagtingsvalet, och det bildas en självstyreregering med Anfinn Kallsberg från Fólkaflokkurin som statsminister. Färöarna tillgodoser sig till Danmark med sikte på lösrivning.
- 1999 – Danmark och Färöarna ingår ett avtal med Storbritannien om havsgränserna.

## 2000-talet

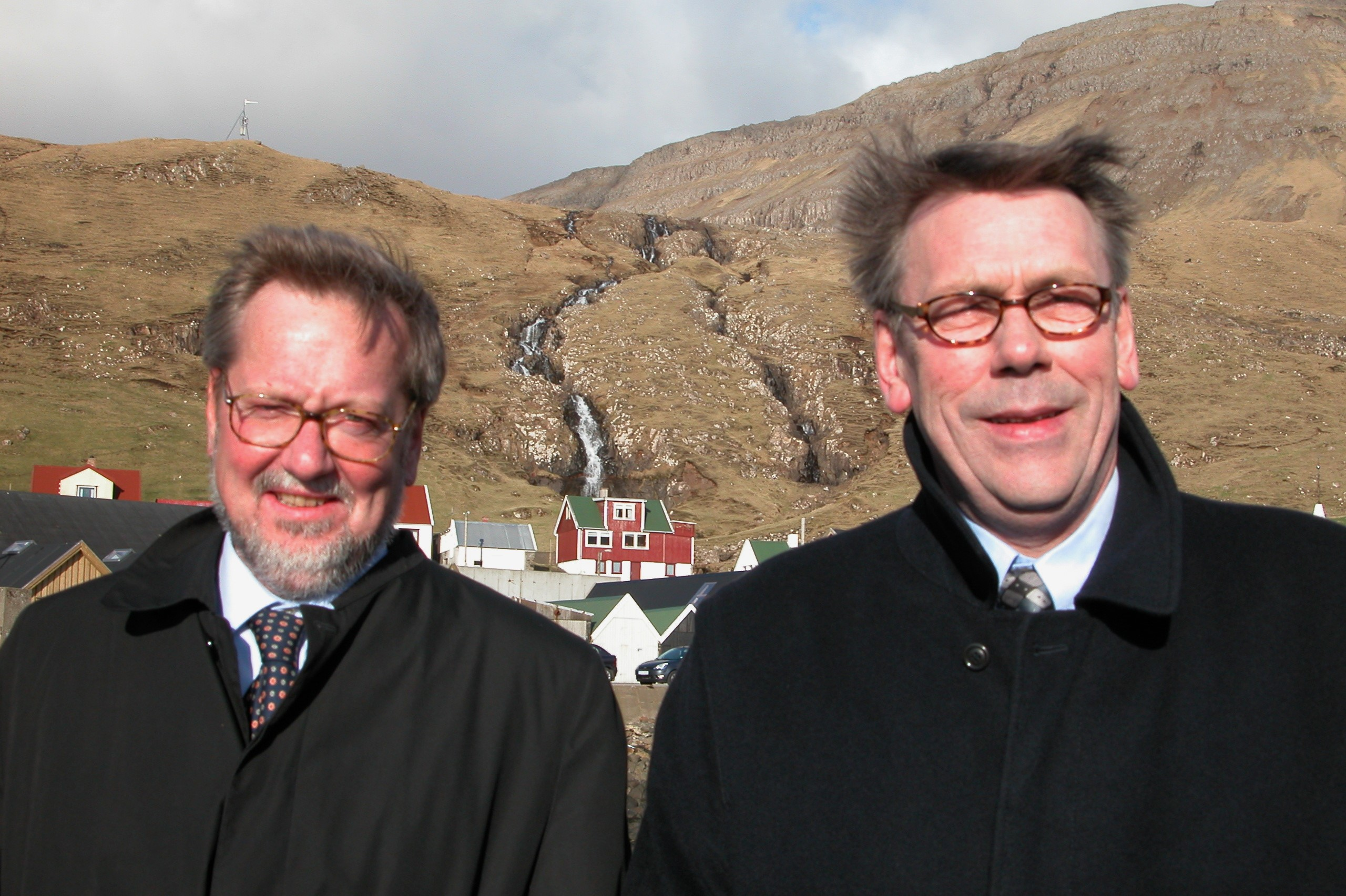
Per Stig Møller och Jóannes Eidesgaard underskrev Fámjinsdeklarationen 2005

- 2000 – Färöarna tilldelar de första prospekteringslicenserna efter olja och gas. Statoil får, som ett av tolv oljeföretag, tilldelat tillsammans sju prospekteringslicenser.
- 2002 – Självstyreregeringen får förnyat förtroende vid lagtingsvalet, men unionspartierna har störst framgång på bekostnad av självstyrepartierna.
- 2004 – Lagtingsvalet ger inga stora ändringar. Javnaðarflokkurin, Fólkaflokkurin och Sambandsflokkurin bildar regering med Jóannes Eidesgaard som statsminister.
- 2005 – Fámjinsdeklarationen ger Färöarna utvidgat självstyre i utrikes- och säkerhetspolitiken.
- 2005 – Hoyvíkavtalet säkrar frihandel mellan Færøyene och Island.
- 2006 – Färöarna är det siste landet i Norden som lagbeskyddar homosexuella mot diskriminering (§ 266b i Strafflagen).
- 2007 – Tjóðveldisflokkurin byter namn till Tjóðveldi.
- 2008 – Förhandlingarna mellan regeringspartierna strandar. Vid lagtingsvalet är landet en valkrets, och i efterhand bildar Javnaðarflokkurin regering med Tjóðveldi och Miðflokkurin med Jóannes Eidesgaard som statsminister.
- 2008 – Regeringssamarbetet bryter samman, och partierna från Jóannes Eidesgaards första regeringen möts med Kaj Leo Johannesen från Sambandsflokkurin som statsminister.
- 2009 – Färöarna blir associerad medlem i Unesco och observatör i EFTA.